# التؤام (فلم 1988)
التؤام هو فيلم كوميدي أمريكي صدر عام 1988 تم إنتاجه وإخراجه من قبل إيفان ريتمان عن تؤامين غير متشابهين (والذي لعب دور البطولة فيها أرنولد شوارزنيجر وداني ديفيتو). جوهر الفيلم هو التباين بين شخصية ديفيتو في الشارع وشخصية شوارزنيجر الذي يتمتع بذكاء شديد وبريء وعديم الخبرة اجتماعيًا.
حقق الفيلم نجاحًا تجاريًا، حيث حقق أرباحًا بقيمة 11 مليون دولار في مطلع الأسبوع، وبلغ إجمالي أرباحه 216 مليون دولار في جميع أنحاء العالم. وبدلاً من الحصول على رواتبهم المعتادة للفيلم اتفق شوارزنيجر وديفيتو مع الاستوديو على أخذ 20٪ من شباك التذاكر، وهو أكبر أجر حصلوا عليه في تاريخهم السينمائي.

## ملخص القصة
يقوم العلماء بعمل تجربة لإنتاج إنسان مثالي في كل شئ، لكن تسفر التجربة عن توأم مختلف في كل شيء، أحدهما (جوليوس) ممشوق البنية، مثالي التفكير، يتم تربيته في جزيرة على أيدي علماء وفلاسفة، والآخر قصير، بدين، أحمق، مثقل بالديون، هو (فينسنت)، يعلم (جوليوس) بأمر أخيه التوأم فيحاول إنقاذه من المشاكل التي يعيشها، وإنقاذ حياته.

## تمثيل
- أرنولد شوارزنيجر بدور (جوليوس بينيديكت)
- داني ديفيتو بدور (فنسنت بينيديكت)
- كيلي بريستون بدور (مارني ماسون)
- كلو ويب بدور (ليندا ماسون)
- بوني بارتليت بدور (ماري آن بينيديكت)
- هيذر غراهام بدور (ماري آن وهي صغيرة)
- ديفيد كاروسو بدور (آل غريكو)
- تراي ويلسون بدور (بيتروت مكينلي)
- مارفن ماكنتاير بدور (رجل مكينلي)
- مارشال بيل بدور (سيد ويبستر)
- توني جاي بدور (أستاذ فيرنر، أيضا الراوي)
- هيو أوبرايان بدور (جرانجر، أحد آباء التوائم)
- جيسون رايتمان بدور (حفيد جرانجر)
- كاثرين رايتمان بدور (حفيدة جرانجر)
- نيهيميا بيرسوف بدور (أستاذ ميتشل تراين)
- موري تشيكن بدور (بيرت كلاين)
- توم مكليستر بدور (بوب كلان)
- ديفيد افرون بدور (موريس كلان)
- سفين-أولي ثورسين بدور (سام كلان)
- جوس ريثويش بدور (ديف كلاين)
- ريتشارد بورتنو بدور (توني، صاحب متجر الختم)
- فرانسيس باي بدور (الأم متفوقة)
- كاري-هيرويوكي تاغاوا بدور (الرجل الآسيوي)
- إليزابيث كايتان بدور (سكرتيرة)
- جو ميدجوك بدور (المصور في بداية الفيلم)

## التصوير
تم تصوير الفيلم في نيومكسيكو، وسانتا مونيكا وكاليفورنيا. الجسر الذي يظهر في الفيلم والذي قاد فينسنت سيارته عليه هو جسر ريو غراندي جورج قرب تاوس، نيو مكسيكو.

## الاستقبال
تلقى الفيلم ملاحظات مختلطة سلبية من النقاد. يعطي الطماطم الفاسدة نسبة 34٪ بناءً على مراجعة 29 منتقدًا. ومع ذلك أعطى روجر إيبرت الفيلم ثلاث نجوم من أصل أربعة، واصفاً إياه بأنه «ينخرط في الترفيه مع بعض الضحكات الضخمة ونوع من الذبائح الدافئة». صدر الفيلم في المملكة المتحدة في 17 مارس 1989، وتصدر شباك التذاكر في البلاد في نهاية الاسبوع.
أعطت الجماهير المستطلعة على موقع سينماسكور درجة متوسطة من "A-" على مقياس A + إلى F.

## الجزء الثاني
في مارس 2012 أعلنت شركة يونيفيرسال عن نية عمل لجزء ثاني بعنوان «الثلاثة توائم» (بالإنجليزية: Triplets)، وسيعود فيه شوارزنيجر وديفيتو، مع إيدي مورفي شقيقهما المفقود منذ زمن طويل. سوف يشارك ريتمان في الإنتاج، وسوف يبدأ التصوير في عام 2018.

## وصلات خارجية
- مقالات تستعمل روابط فنية بلا صلة مع ويكي بيانات